# Beth Sarim
Koordinaten: 32° 46′ 16,4″ N, 117° 5′ 56,7″ W

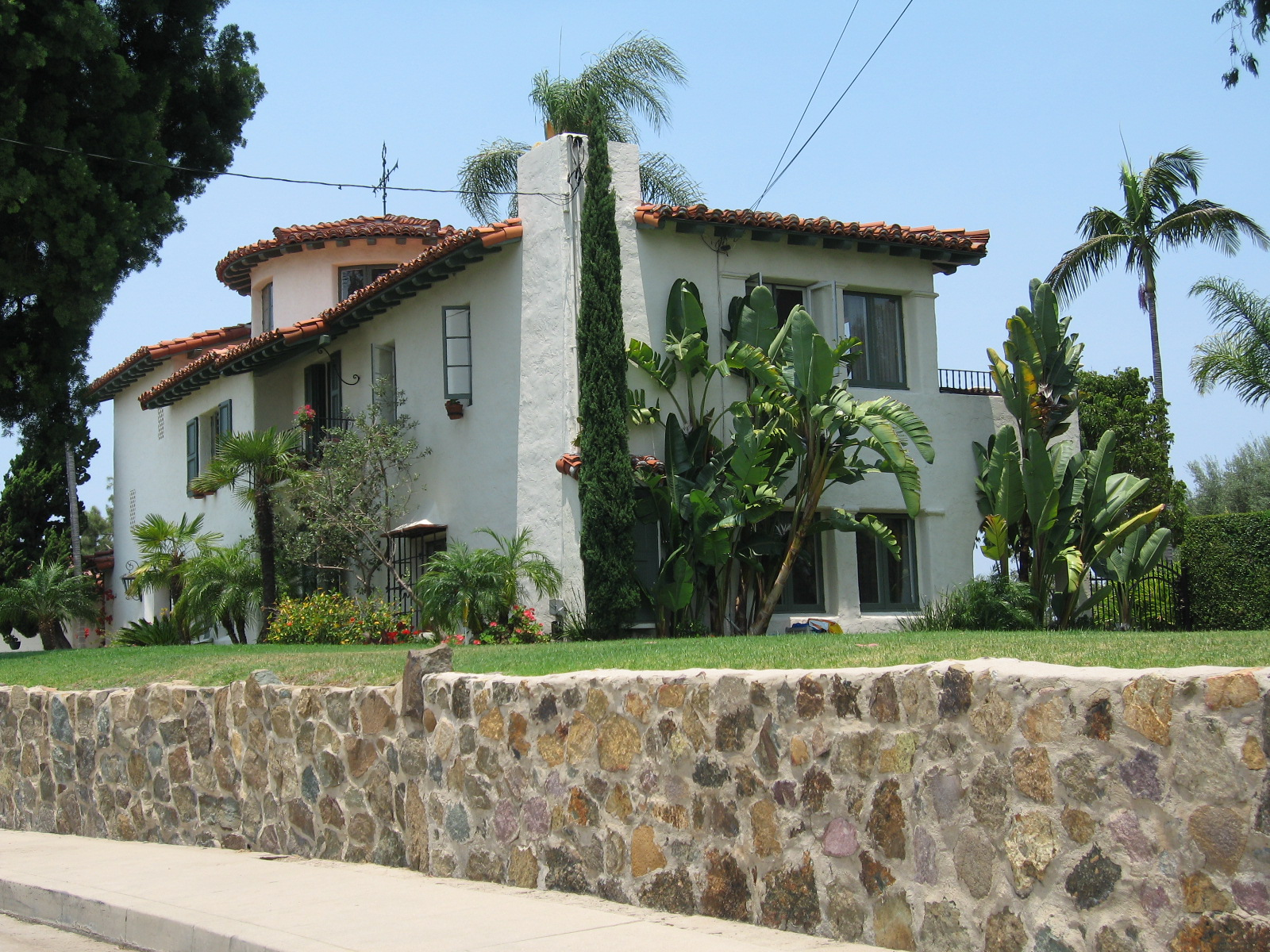
Beth Sarim in 2008

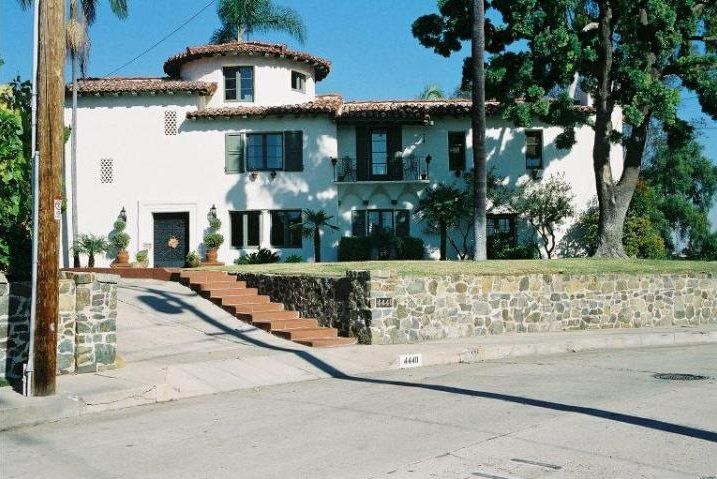
Frontansicht

Beth Sarim (hebräisch בית שרים; englisch House of the Princes; deutsch Haus der Fürsten) ist ein Herrenhaus (en: mansion) mit zehn Schlafzimmern in San Diego, Kalifornien, das 1929 in Erwartung der Auferstehung verschiedener biblischer Patriarchen oder Propheten des Alten Testaments wie Abraham, Mose, David, Jesaja und Samuel, erbaut wurde. Es wurde von der Watch Tower Society, der Mutterorganisation der Zeugen Jehovas, unterhalten und diente auch als Winterquartier und Exekutivbüro für den damaligen Wachtturm-Präsidenten Joseph Franklin Rutherford. Das Haus wurde 1948 an einen Privatbesitzer verkauft.

## Hintergrund

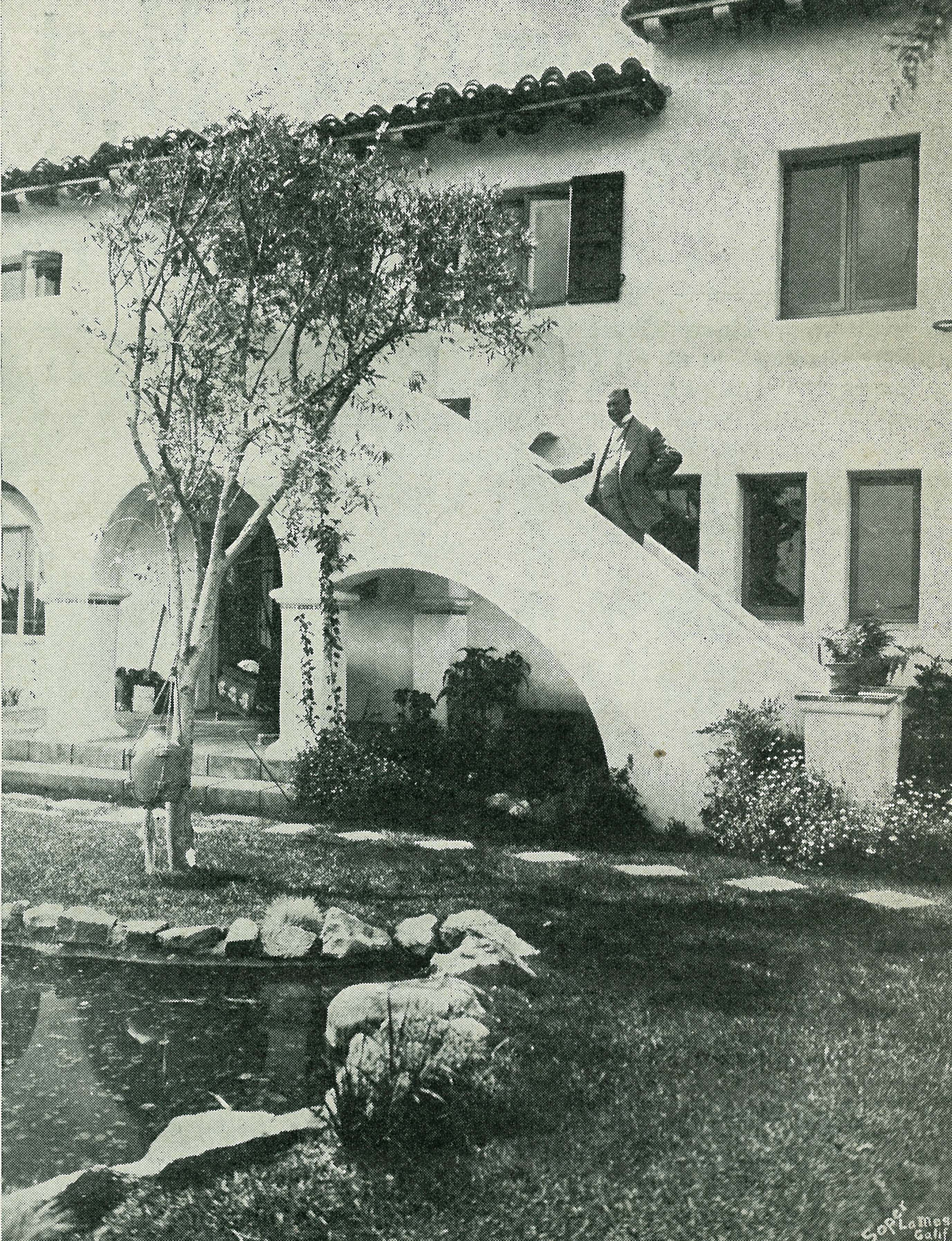
Rutherford steht auf der Außentreppe von Beth Sarim kurz nach der Erbauung

Im Jahr 1918 begannen Wachtturm-Publikationen unter der Leitung von Rutherford vorherzusagen, dass die Patriarchen oder „Fürsten“ des Alten Testaments 1925 wieder zum irdischen Leben auferstehen würden. Es wurde gelehrt, dass diese „Fürsten“ die neuen Führer der Erde werden würden und dass ihre Auferstehung ein Vorspiel für die Einweihung einer neuen irdischen Gesellschaft und die Abschaffung des Todes sein würde. (Zuvor war gelehrt worden, dass diese Personen kurz nach 1914 auferweckt werden sollten.) Diese „Fürsten“ würden Jerusalem als ihre Hauptstadt verwenden, wobei sich einige der „Fürsten“ in anderen „Hauptteilen der Erde“ befinden. Trotz des Scheiterns dieser Vorhersage predigte Rutherford weiterhin ihre bevorstehende Rückkehr.

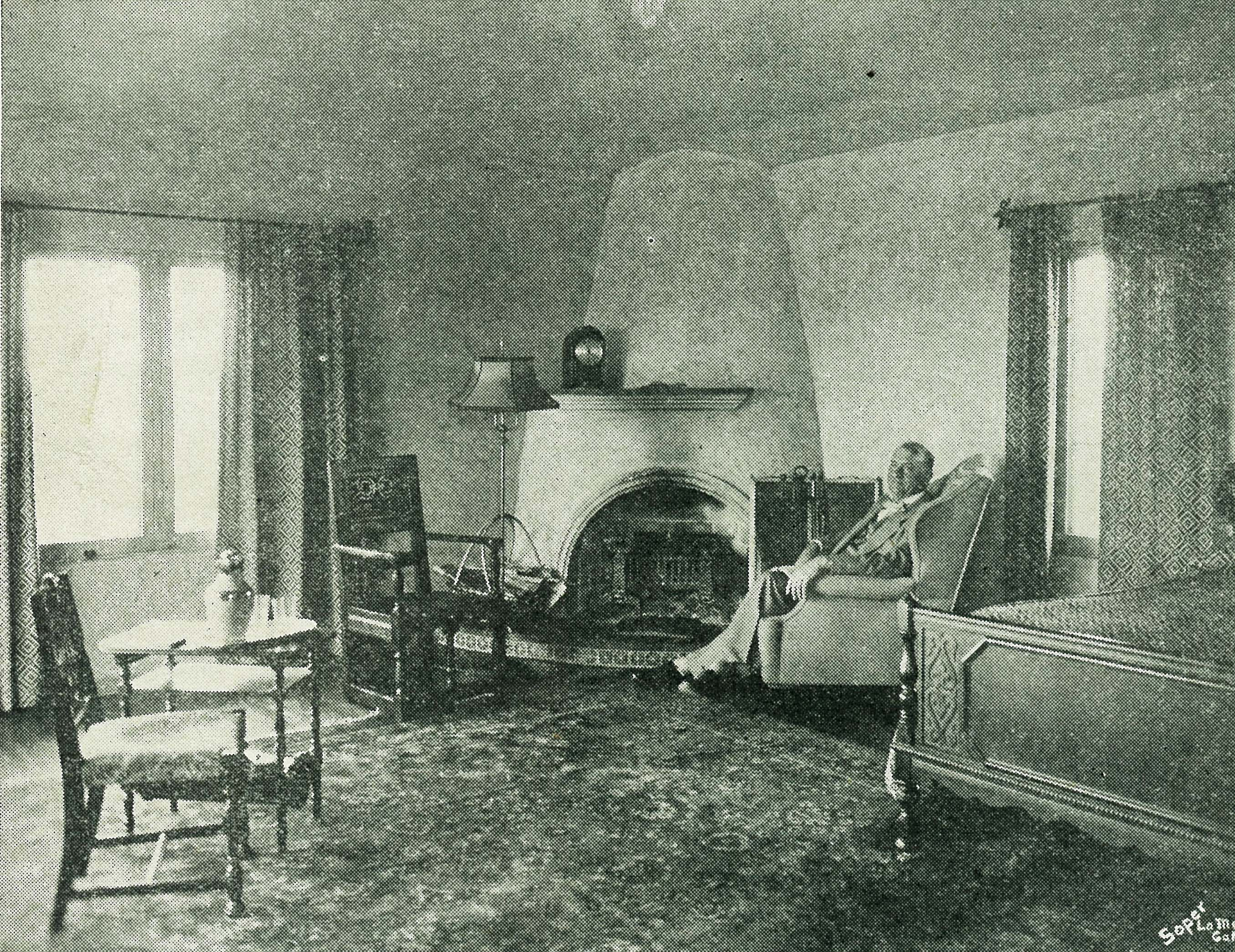
J. F. Rutherford in Beth Sarim

Während dieser Zeit überwinterte Rutherford aus gesundheitlichen Gründen in San Diego, Kalifornien, und „mit der Zeit wurde ein direkter Beitrag zum Bau eines Hauses in San Diego zur Nutzung durch Bruder Rutherford geleistet“. Das Grundstück wurde im Oktober 1929 von Robert J. Marten erworben und Rutherford im Dezember gegen eine Schutzgebühr von 10 US-Dollar (gegenwärtiger Gegenwert von 158 US-Dollar) übergeben. Das Haus wurde in diesem Jahr gebaut. Rutherford nannte das Anwesen Beth Sarim und widmete es den erwarteten alttestamentlichen „Fürsten“, von denen nun erwartet wurde, dass sie ihren Sitz in San Diego statt in Jerusalem haben. Die von Rutherford geschriebene Urkunde für Beth Sarim besagte, dass das Eigentum für die alttestamentlichen „Fürsten“ „auf ewig treuhänderisch“ gehalten und ihnen nach ihrer Ankunft übergeben werden sollte. Es befindet sich im Stadtteil Kensington Heights von San Diego auf einer Fläche von etwa 100 Acre (0,40 km²), die mit Olivenbäumen, Dattelpalmen und Palmen angelegt war, damit sich die „Fürsten wie zu Hause fühlen“ würden. Die 5100 Quadratfuß (470 m²) große Residenz, entworfen vom Architekten Richard S. Requa aus San Diego, ist ein spanisches Herrenhaus mit zehn Schlafzimmern und einer angrenzenden Garage für zwei Autos. Die Baukosten betrugen zu dieser Zeit etwa 25.000 US-Dollar (derzeit umgerechnet 396.000 US-Dollar). In dem Buch Salvation im Jahr 1939 erklärte Rutherford, dass Beth Sarim für immer von den auferstandenen „Fürsten“ benutzt werden würde.

## Belegung

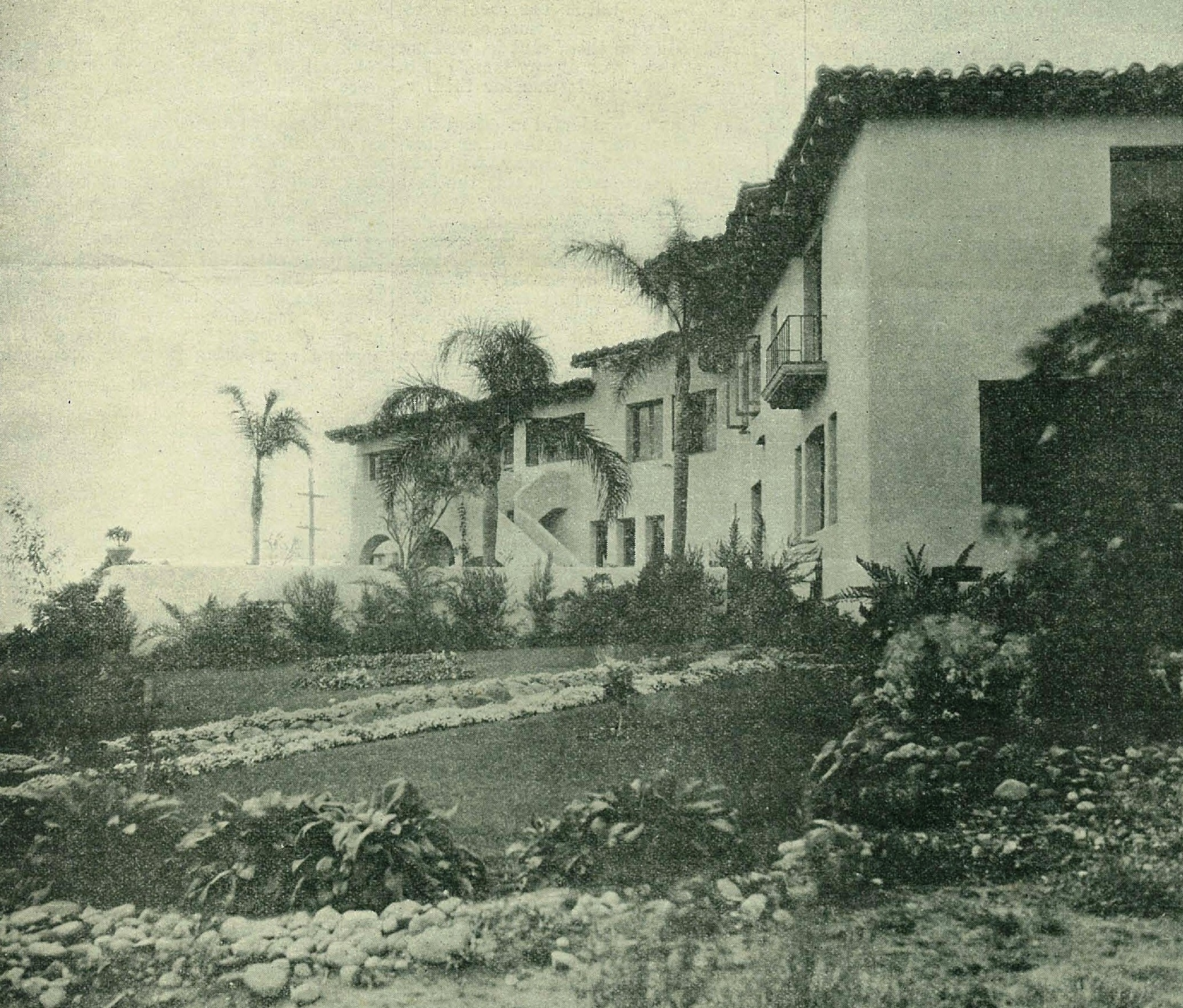
Beth Sarim, wie in der Wachtturm-Publikation The Messenger von 1931 abgebildet

Rutherford zog Anfang 1930 nach Beth Sarim und diente als Verwalter des Anwesens, das auf die Auferstehung der „Fürsten“ wartete. Zeitungen der Zeit berichteten über Rutherfords verschwenderischen Lebensstil, der ein 16-Zylinder Fisher Fleetwood Cadillac-Coupé beinhaltete. Die Residenz wurde 1939 von Olin R. Moyle, ehemaliger Rechtsbeistand der Zeugen Jehovas, in einem Brief an Rutherford als ein Beispiel angeführt für den Unterschied zwischen den Unterkünften, die Rutherford und seinen persönlichen Begleitern zur Verfügung gestellt wurden, im Vergleich denen, die anderen Brüdern zur Verfügung gestellt wurden. Walter F. Salter, ehemaliger Manager des kanadischen Zweigs der Watch Tower Society, kritisierte ebenfalls Rutherfords Nutzung von Beth Sarim. Eine Antwort auf Salters Kritik an Rutherford wurde im The Golden Age vom 2. Mai 1937 mit einer Fotokopie eines Briefes von W. E. Van Amburgh, Schatzmeister der Watch Tower Society, veröffentlicht, in dem es heißt:

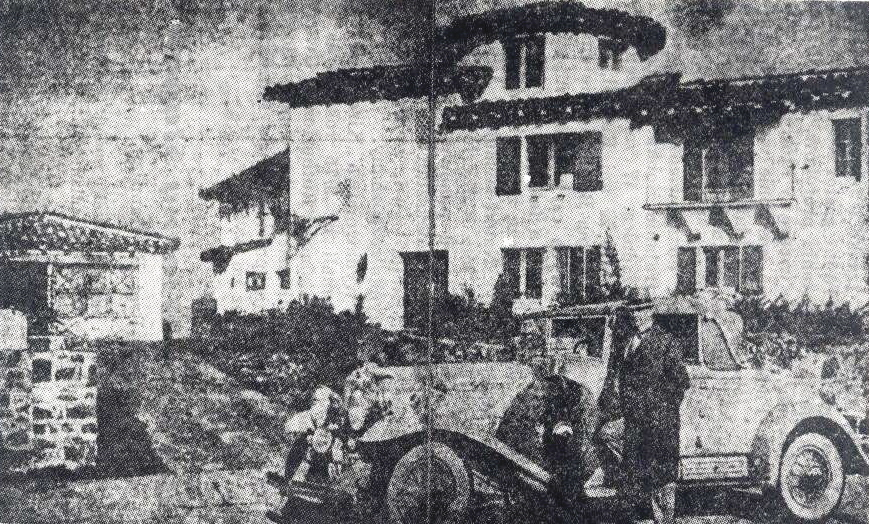
Rutherford mit seinem Cadillac-Coupé vor Beth Sarim

“Not one cent of the funds of the Watch Tower Bible and Tract Society went into the construction of the home in San Diego where Judge Rutherford does his winter work. It was the gift of friends. I did not know of the existence of the house until I read of it in The Golden Age. Not one cent of the funds of the Watch Tower Bible and Tract Society went into either of the Cadillac cars used by Rutherford at San Diego and Brooklyn. They were the gift of friends.”

„Nicht ein Cent aus den Mitteln der Watch Tower Bible and Tract Society wurde in den Bau des Hauses in San Diego gesteckt, in dem Richter Rutherford seine Winterarbeit verrichtet. Es war ein Geschenk von Freunden. Ich wusste nicht von der Existenz des Hauses, bis ich davon in The Golden Age las. Kein Cent der Mittel der Watch Tower Bible and Tract Society floss in einen der Cadillac-Wagen, die Rutherford in San Diego und Brooklyn benutzte. Sie waren das Geschenk von Freunden.“

Das Magazin Consolation (Nachfolger von The Golden Age) erklärte, dass Beth Sarim als Rutherfords Winterhauptquartier diente:

“For twelve winters Judge Rutherford and his office force occupied Beth Sarim. It was not used as a place of ease or vacationing, but was used as a winter workshop; the books from Vindication, Book One down to and including Children were written there, as well as many Watchtower articles and booklets. The executive instructions for branches all over the earth also were transmitted from Beth-Sarim during the Judge's presence there. At Beth Sarim, Judge Rutherford completed the 1942 Yearbook material as his last work before his death. He dictated this material from his dying bed.”

„Zwölf Winter lang belegten Richter Rutherford und seine Bürokräfte Beth Sarim. Es diente nicht als Erholungs- oder Ferienheim, sondern als Winterwerkstatt; Bücher von Vindication, Book One bis zu und einschließlich Children wurden dort geschrieben, sowie viele Wachtturm-Artikel und Broschüren. Auch wurden von Beth Sarim aus während der Anwesenheit des Richters Handlungsanweisungen für Arbeitszweige auf der ganzen Erde übermittelt. In Beth Sarim vollendete Richter Rutherford das Material des Yearbook 1942 als seine letzte Arbeit vor seinem Tod. Er diktierte dieses Material von seinem Sterbebett aus.“

## Rutherfords Beerdigung
Rutherford starb am 8. Januar 1942 im Alter von 72 Jahren in Beth Sarim. Nach seinem Tod verzögerte sich Rutherfords Beerdigung um dreieinhalb Monate aufgrund von Gerichtsverfahren, die sich aus seinem Wunsch ergaben, in Beth Sarim begraben zu werden, den er zuvor drei engen Beratern aus dem Hauptquartier in Brooklyn geäußert hatte. Wachtturm-Anwalt Hayden C. Covington erklärte seine Rolle in der Klage:

“I filed a lawsuit then in the courts out there in San Diego to force them to let us bury him out there on that property. Judge Mundo, who was the judge of the Superior Court, heard it and passed the buck, jumping from one thing to another, from one technicality to another, and finally after looking at the matter in a reasonable way Bill, Bonnie, and Nathan and all of us decided that we have fought enough on this and it looks like it's the Lord's will that we take his body back to Brooklyn, and have him buried in Staten Island, which we did.”

„Ich habe dann eine Klage bei den Gerichten da draußen in San Diego eingereicht, um sie zu zwingen, uns ihn dort draußen auf diesem Grundstück begraben zu lassen. Richter Mundo, der Richter des Obersten Gerichtshofs, hörte es und sträubte sich, sprang von einer Sache zur anderen, von einer Formalität zur anderen und schließlich, nachdem wir die Sache vernünftig betrachtet hatten, entschieden Bill, Bonnie und Nathan und wir alle, dass wir genug dafür gekämpft haben und es so aussieht, als ob es der Wille des Herrn ist, dass wir seinen Leichnam nach Brooklyn zurückbringen und ihn in Staten Island begraben lassen, was wir auch taten.“

 Die Zeugen sammelten über 14.000 Unterschriften für eine Petition, um Rutherfords Sterbewunsch zu erfüllen. Die Zeitschrift Consolation vom 27. Mai 1942 erklärte:

“As early as 1920 Judge Rutherford pointed out that the ancient witnesses or princes were promised an earthly resurrection by the Lord. In that year he delivered a public address at Los Angeles, California, entitled 'Millions Now Living Will Never Die,' in which he called attention to the expectations of the return of the men above mentioned. All the publications since emphasize the same fact. It therefore appears that the return of the princes is a fundamental teaching of the Scriptures. It is as certain as the truth of God's Word. Judge Rutherford gave much of his life in endeavoring to bring this vital matter to the people's attention. What, then, could be more fitting and appropriate before God and before men that his bones should rest on the land held in trust for the men whose coming he was privileged to announce.”

„Richter Rutherford wies bereits 1920 darauf hin, dass den alten Zeugen oder Fürsten vom Herrn eine irdische Auferstehung versprochen wurde. In diesem Jahr hielt er in Los Angeles, Kalifornien, eine öffentliche Ansprache mit dem Titel „Millions Now Living Will Never Die“, in der er auf die Erwartungen an die Rückkehr der oben genannten Männer aufmerksam machte. Alle Veröffentlichungen seither betonen dieselbe Tatsache. Es scheint daher, dass die Rückkehr der Fürsten eine grundlegende Lehre der Heiligen Schrift ist. Es ist so sicher wie die Wahrheit von Gottes Wort. Richter Rutherford gab einen Großteil seines Lebens in dem Bemühen, das Volk auf diese lebenswichtige Angelegenheit aufmerksam zu machen. Was könnte also vor Gott und vor den Menschen passender und angemessener sein, als dass seine Gebeine auf dem Land ruhen, das für die Männer treuhänderisch verwaltet wird, deren Kommen er verkünden durfte?“

Consolation verurteilte Beamte des Landkreises San Diego wegen ihrer Weigerung, eine Genehmigung für Rutherfords Beerdigung in Beth Sarim oder auf einem 200 Hektar großen benachbartes Anwesen etwa anderthalb Meilen östlich von Beth Sarim, auf der anderen Seite des Canyons, in dem die Fairmont Avenue verläuft namens Beth-Shan (englisch House of Security; deutsch Haus der Sicherheit) das sich ebenfalls im Besitz der Watchtower Society befand, zu erteilen:

“It was not the fate of the bones which they decided, but their own destiny. Nor is their blood on anyone else's head, because they were told three times that to fight against God, or to tamper with His servant's bones even, would bring upon them the condemnation of the Lord. ... So their responsibility is fixed, and they followed the course of Satan.”

„Es war nicht das Schicksal der Knochen, das sie entschieden, sondern ihr eigenes Schicksal. Ihr Blut ist auch nicht auf dem Kopf eines anderen, weil ihnen dreimal gesagt wurde, dass der Kampf gegen Gott oder sogar die Manipulation der Gebeine seines Dieners die Verurteilung des Herrn über sie bringen würde. ... Ihre Verantwortung ist also festgelegt, und sie folgten dem Weg Satans.“

 Nachdem alle Berufungsmöglichkeiten erschöpft waren, erklärte Consolation, dass Rutherfords sterbliche Überreste nach New York verschifft wurden, wo er am 25. April 1942 begraben wurde. Kritiker haben spekuliert, dass Rutherford heimlich in Beth Sarim begraben wurde. Die Time-Ausgabe vom 4. Mai 1942 erwähnt Rutherfords Begräbnis in Rossville, New York, auf Staten Island; eine private Grabstätte für Freiwillige der Wachtturm-Zweigstelle befindet sich in der Woodrow Road. Die genaue Grabstelle ist nicht markiert. Im Jahr 2002 beantwortete ein Hausmeister der Woodrow United Methodist Church and Cemetery (ein angrenzender Friedhof) eine Anfrage über das Grundstück des Wachturms mit den Worten:

“I couldn't tell you who is buried on it because it has absolutely no markers or headstones or anything.”

„Ich kann Ihnen nicht sagen, wer darauf begraben ist, da es absolut keine Markierungen, Grabsteine oder ähnliches gibt.“

## Verkauf der Immobilie
Nach Rutherfords Tod unterhielt die Wachtturm-Gesellschaft Beth Sarim einige Jahre lang, bevor sie das Anwesen 1948 verkaufte. Der Glaube, dass die „Prinzen“ vor Armageddon auferstehen würden, wurde 1950 aufgegeben.
Als Frederick William Franz 1954 – damals Vizepräsident der Watch Tower Society – bei einem Gerichtsverfahren in Schottland gefragt wurde, warum das Anwesen verkauft wurde, erklärte er:

“Because it was there, and the prophets had not yet come back to occupy it, to make use of it, and the Society had no use for it at the time, it was in charge of a caretaker, and it was causing expense, and our understanding of the Scriptures opened up more, and more concerning the Princes, which will include those prophets, and so the property was sold as serving no present purpose.”

„Weil es da war und die Propheten noch nicht zurückgekommen waren, um es zu bewohnen, um es zu nutzen, und die Gesellschaft zu dieser Zeit keine Verwendung dafür hatte, es brauchte einen Hausmeister und verursachte Kosten, und unser Verständnis der Heiligen Schrift öffnete sich mehr und mehr in Bezug auf die Fürsten, zu denen auch diese Propheten gehören werden, und so wurde das Anwesen verkauft, da es keinem gegenwärtigen Zweck diente.“

Das Haus befindet sich heute in Privatbesitz und wird von der Stadt San Diego als Historical Landmark Nummer 474 geführt.